# Sadamichi Hirasawa

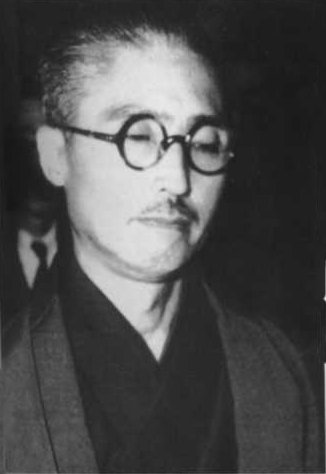
Sadamichi Hirasawa

Sadamichi Hirasawa (平沢 貞通 Hirasawa Sadamichi?); 18 de febrero de 1892-10 de mayo de 1987) fue un pintor de pintura al temple japonés. Fue condenado por envenenamiento masivo y sentenciado a muerte, aunque se piensa que fue erróneamente enjuiciado[cita requerida]. Debido a las fuertes sospechas de que Hirasawa era inocente, ningún ministro de justicia autorizó su ejecución.

## Caso Teigin

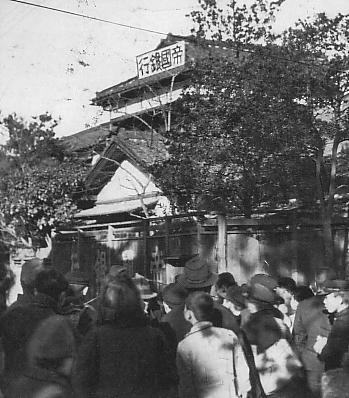
Sitio del "Incidente del Banco de Teikoku"

El 26 de enero de 1948, un hombre que se autodenominaba "epidemiólogo" arribó a un local del Banco Imperial (Teikoku Ginkō, más conocido como Teigin) en Shiinamachi, un suburbio de Toshima, Tokio, antes de que este cerrara. El hombre explicó que él era un oficial de salud pública enviado por las autoridades de la ocupación estadounidense, y que tenía órdenes de inocular a los trabajadores contra un brote repentino de disentería. Le dio a cada una de las dieciséis personas presentes una píldora y un poco de líquido. Los allí presentes tomaron el líquido suministrado, que más tarde se pensaría que fue "cianuro de nitrilo" (青酸ニトリール), un tóxico mortal originalmente desarrollado por el Laboratorio Noborito. Mientras todos estaban incapacitados, el ladrón tomó algo de dinero que se encontraba en los escritorios, dando un total de 160 000 yenes (o 2 000 dólares estadounidenses de la época), pero se marchó sin la mayoría del dinero, dejando ocultos sus motivos. Diez de las víctimas murieron en el acto (una de ellas el hijo de un empleado) mientras otras dos murieron hospitalizadas.

## Arresto y juicio
Hirasawa fue arrestado por la policía a causa del hábito japonés de intercambiar tarjetas corporativas con detalles personales. Habían ocurrido otros dos casos extremadamente similares de intentos de robo a bancos a través del uso de veneno en las semanas y meses antes del atraco. En todos los casos, el envenenador, un hombre, dejaba una tarjeta de contacto. El susodicho usó una carta con el nombre de Jirō Yamaguchi en uno de los dos incidentes, pero después se descubrió que dicho Yamaguchi no existía: la tarjeta en cuestión era falsa. Sin embargo, el envenenador utilizó una carta auténtica a nombre de Shigeru Matsui (de parte del Ministerio de Salud y Bienestar, Departamento de Prevención de Enfermedades) en otro de los dos incidentes. Fue descubierto que el dueño original de la tarjeta tenía una coartada. Matsui declaró a la policía que había intercambiado tarjetas con 593 personas, que 100 eran del tipo que se había utilizado en los envenenamientos, y de las cuales ocho de estas eran todavía de su propiedad. Matsui marcó la hora y lugar del intercambio de tarjetas en el reverso de la misma para que así la policía pudiera rastrear las 92 tarjetas restantes. 62 tarjetas fueron recuperadas y sus poseedores descartados del caso, mientras que otras 22 fueron descartadas por irrelevantes. Una de los ocho tarjetas restantes fue recibida por Hirasawa. La policía, entonces, prosiguió al arresto de Hirasawa debido a que:
1. No pudo mostrar la tarjeta que había recibido de Matsui. Hirasawa afirmó haber perdido la tarjeta comercial, junto con su billetera, debido a que había sido víctima de un hurto.
2. Una cantidad de dinero similar a la sustraída del banco fue encontrada en poder de Hirasawa, cuyo origen se negó a divulgar. El origen del dinero se desconoce hasta el día de hoy (aunque algunos, como el novelista de ficción criminal Seichō Matsumoto, sugirió que Hirasawa lo recibió haciendo dibujos pornográficos, un negocio paralelo que habría sido perjudicial para la reputación de Hirasawa como artista).
3. La coartada de Hirasawa de haber estado dando un paseo por las inmediaciones de la escena del crimen no pudo ser verificada ni fundamentada.
4. Hirasawa fue identificado como el envenenador por varios testigos (pero solo por dos sobrevivientes).
5. Confesó haber estado involucrado en cuatro casos anteriores de fraude bancario (se retractó junto con su confesión posterior).

Hirasawa fue arrestado el 21 de agosto de 1948. Después del interrogatorio policial, que supuestamente involucraría tortura, Hirasawa confesó, pero se retractó poco después. Su defensa posterior contra su confesión se basó en "demencia parcial", alegando que había tenido problemas con el síndrome de Korsakoff (como resultado de la inoculación contra la rabia) y, por lo tanto, su confesión no era confiable. Sin embargo, el tribunal no fue convencido y Hirasawa fue condenado a muerte en 1950. Hasta 1949, una confesión era una prueba sólida bajo la ley, incluso si la policía hubiese torturado a una persona para obtener dicha confesión. La Corte Suprema de Japón confirmó la sentencia de muerte en 1955. Sus abogados intentaron que se revocara la sentencia y presentaron 18 solicitudes de nuevo juicio durante los años siguientes.

## Dudas sobre el veredicto

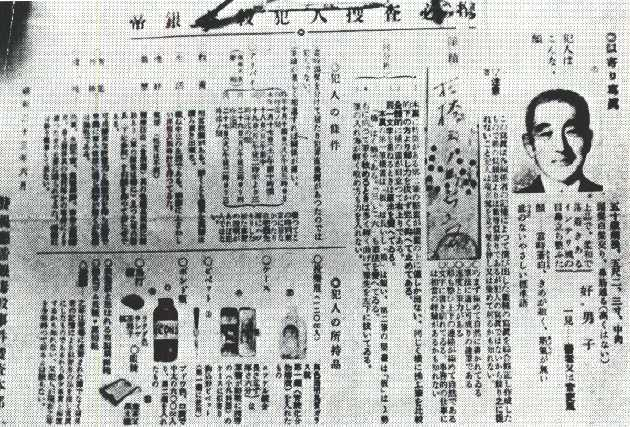
La policía japonesa tomó el retrato criminal del delincuente, pero su cara era claramente distinta a la de Hirasawa.

Hirasawa fue condenado a muerte en 1950, a pesar de que originalmente no había pruebas concluyentes. Además, aunque 40 empleados presenciaron los crímenes, solo hubo dos personas que lo identificaron como el delincuente en cuestión. Seichō Matsumoto sugirió que el verdadero culpable era un exmiembro de la Unidad 731, contado en sus libros La historia del Incidente del Banco Teikoku en 1959 y La niebla negra de Japón en 1960. Matsumoto también sospechó que "el dinero de origen desconocido" provenía de la venta de dibujos pornográficos. Kei Kumai protestó por la condena de Hirasawa con su película Teigin jiken: Shikeishû (Incidente de Teijin: Condenado) en 1964.
Los sucesivos ministros de Justicia de Japón no firmaron su sentencia de muerte, por lo que la sentencia de muerte nunca se llevó a cabo. Incluso Isaji Tanaka, quien el 13 de octubre de 1967 anunció ante la prensa que había firmado las sentencias de muerte de 23 prisioneros de una sola vez, no firmó la sentencia de muerte de Hirasawa, afirmando que dudaba de la culpabilidad de Hirasawa.
En el juicio, el veneno fue considerado como cianuro de potasio, producto fácilmente obtenible. Una de las razones dadas para dudar de la culpabilidad de Hirasawa es que los síntomas de las víctimas eran claramente diferentes de la intoxicación por cianuro de potasio, que es rápida. Una investigación moderna de la Universidad de Keio afirmó que el verdadero veneno pudo haber sido cianohidrina de acetona, un veneno militar diseñado deliberadamente para ser de acción lenta, algo que Hirasawa no podría haber obtenido.

## Muerte en prisión
Hirasawa permaneció en prisión como un criminal condenado por los siguientes 32 años. Pasó su tiempo pintando y escribiendo su autobiografía Mi Voluntad: el caso del Banco Teikoku (遺書 帝銀事件?)  .
En 1981, Makoto Endo se convirtió en el abogado principal de Hirasawa. Además del caso, participó en juicios controvertidos como el de Norio Nagayama. La defensa afirmó que el plazo de prescripción de su pena de muerte venció en 1985. La pena de muerte tiene un plazo de prescripción de 30 años según el Código Penal de Japón, por lo que Endo apeló para su liberación. Sin embargo, el tribunal japonés rechazó este argumento y señaló que el estatuto solo se aplica en el caso si un condenado a muerte se escapa de la prisión y evade la captura durante 30 años. Los tribunales japoneses juzgan que el castigo comienza cuando el ministro firma la sentencia de muerte, lo que nunca se había hecho. Su salud se deterioró en 1987. El 30 de abril de 1987, Amnistía Internacional solicitó al gobierno japonés que lo liberara, pero Hirasawa murió de neumonía en el hospital de la prisión el 10 de mayo del ese año.

## Llamados para un juicio póstumo
Incluso después de la muerte de Hirasawa, su hijo adoptado, Takehiko Hirasawa, trató de reparar la reputación de su padre. Takehiko era hijo de uno de los seguidores de Sadamichi; se convirtió en el hijo adoptivo del pintor mientras estaba en la universidad para asumir la tarea de conseguir un nuevo juicio para Sadamichi, ya que sus familiares se negaban a seguir con el caso debido a los prejuicios sociales. Takehiko también trabajó para recuperar varias de las pinturas perdidas de Sadamichi y realizó exhibiciones de su trabajo. Él y sus abogados presentaron una decimonovena petición de nuevo juicio; También se probó el daño cerebral de Sadamichi. A fecha de 2008, sus abogados han estado presentado nuevas pruebas para intentar probar la inocencia de Hirasawa.

En septiembre de 2013, Takehiko Hirasawa murió solo en su casa en Suginami, Tokio, a la edad de 54 años; había vivido allí con su madre natural hasta la muerte de esta a los 83 años el diciembre anterior. Su cuerpo no fue encontrado hasta el 16 de octubre por varios simpatizantes del nuevo juicio que estaban preocupados por no tener noticias suyas en algún tiempo. Según sus partidarios, las presiones e incertidumbres que rodearon la reapertura del caso, junto con la muerte de su madre, habían provocado que Takehiko mostrara periódicamente signos de inestabilidad y dudas sobre si podría continuar. Sin embargo, siguió insistiendo en su objetivo de obtener un nuevo juicio póstumo, escribiendo después de la muerte de su madre en un sitio web sobre el Incidente de Teigin:
Era su deseo y el mío y el de mi difunto padre gravar en la historia que Sadamichi Hirasawa es inocente. Continuaré esta lucha en los años venideros.
En el momento de la muerte de Takehiko, él y sus abogados habían reunido un equipo de psicólogos para reexaminar los relatos de los testigos y el proceso de investigación del juicio, para determinar si la evidencia era creíble según los estándares actuales. Tenían previsto presentar sus documentos de posición ante el Tribunal Superior de Tokio a finales de 2013, antes del veredicto judicial sobre la petición de nuevo juicio.
El 4 de diciembre de 2013, el Tribunal Superior de Tokio anunció que retiraría la solicitud de un nuevo juicio póstumo para Sadamichi Hirasawa tras la muerte de su hijo adoptivo. Como resultado, el tribunal declaró el caso cerrado, a menos que otros miembros de la familia Hirasawa deseasen iniciar un nuevo juicio.

## Seguir leyendo
- Seichō Matsumoto, La Historia del Incidente del Banco Teikoku, 1959
- Seichō Matsumoto, La niebla negra de Japón, 1960
- J H H. Gaute y Robin Odell, The New Murderer's Who's Who, 1996, Harrap Books, Londres